# Мост Турнель
Мост Турнель (фр. Pont de la Tournelle) — мост через реку Сена, расположенный на границе IV и V округов Парижа. Соединяет левый берег реки и остров Сен-Луи. Его длина составляет 122 метра, ширина — 23 метра.

## История
Первый предшественник современного моста появился на этом месте ещё в 1369 году, но позже был затоплен Сеной, вышедшей из берегов. Следующий мост построили в 1618—1620 годах. Он был платным: за проход по нему взимали с человека по 1 дублону, с лошади — 2 дублона, с кареты — 6 дублонов. В 1637 году переправу разрушил вскрывшийся на реке лёд. Ещё один деревянный мост вновь смыло водой в 1651 году.
Последующий мост был уже каменным. Он простоял вплоть до 1910 года, когда сильно пострадал от очередного наводнения. В 1918 году было принято решение полностью снести старый мост.
В 1923-1928 годах возвели нынешний мост по проекту архитекторов Пьера и Луи Гуидетти.

## Архитектура и конструкция

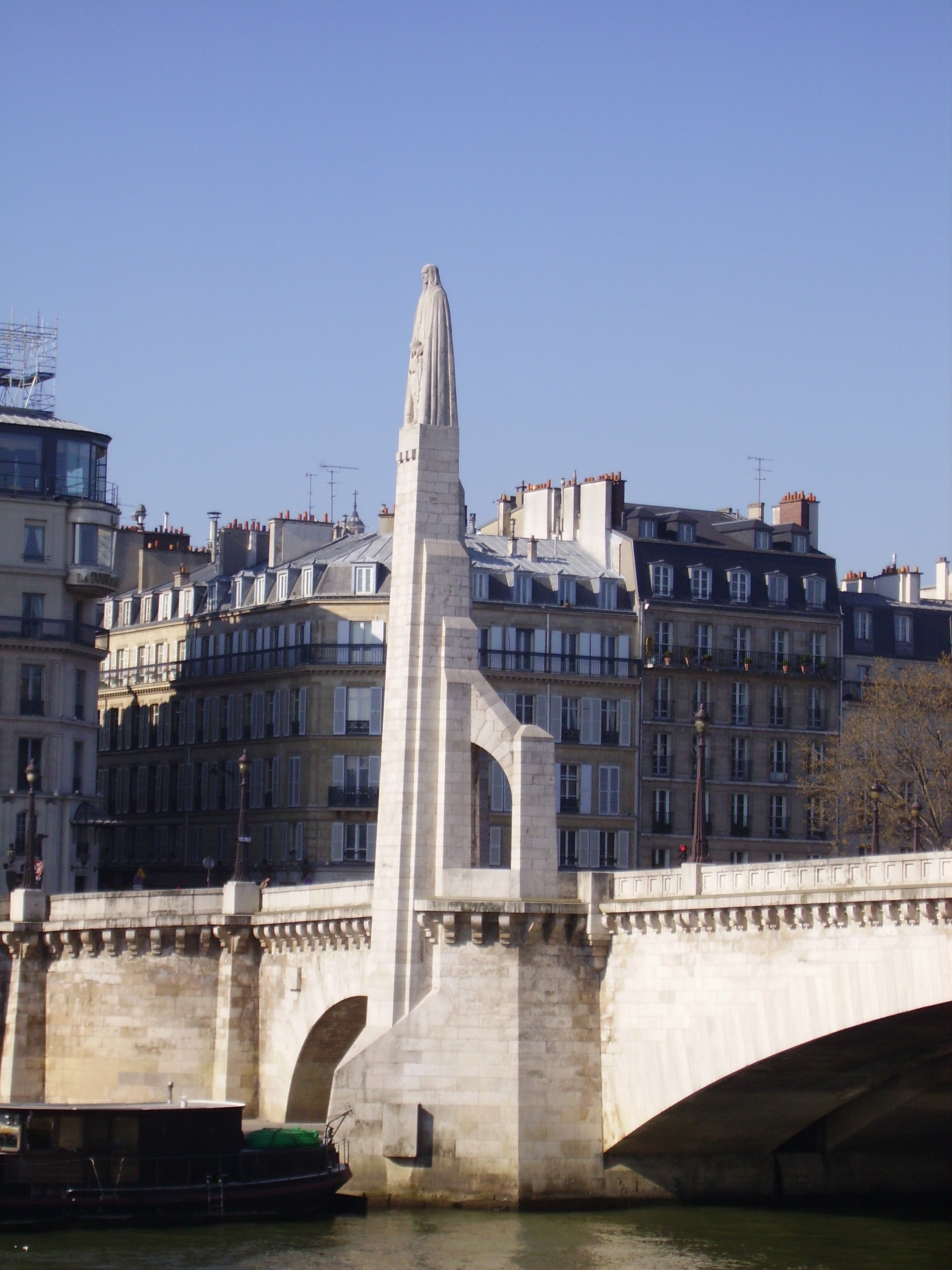
Статуя святой Женевьевы на мосту

Мост сделан из железобетона и имеет арочную конструкцию. Архитекторы достаточно удачно вписали сооружение в окружающий исторический пейзаж, на самом сложном для судоходства в Париже отрезке Сены. Асимметрия реки подчёркнута монументальным пилоном высотой 14 метров, который построен на левом пирсе.
На мосту установлена статуя покровительницы Парижа Святой Женевьевы. Скульптор — Поль Ландовский.

## В культуре
Мост упоминается в романе Александра Дюма «Три мушкетёра». Портос увидел на мосту Планше, который плевал в воду и наблюдал за расходящимися кругами. Мушкетёр решил, что эти действия характеризуют человека как склонного к рассудительности и созерцанию. Поэтому Портос предложил д’Артаньяну взять Планше в качестве слуги.
На мосту Турнель снимались сцены сериала «Горец».